# Brady Gate (Virginia Occidental)
Brady Gate es un área no incorporada ubicada dentro del Distrito Mingo, una división civil menor del condado de Randolph (Virginia Occidental), Estados Unidos. Está catalogada como un asentamiento humano por la Junta de Nombres Geográficos de los Estados Unidos.
El número de identificación (ID) asignado por el Servicio Geológico de Estados Unidos es 1553962.

## Geografía
Se encuentra a una altitud de 879 metros sobre el nivel del mar (2884 pies) según el conjunto de datos de elevación nacional.